# Малишин-Гурни
Малишин-Гурни (пол. Małyszyn Górny) — село в Польщі, у гміні Міжець Стараховицького повіту Свентокшиського воєводства.
Населення — 881 особа (2011).
У 1975-1998 роках село належало до Келецького воєводства.

## Демографія
Демографічна структура на день 31 березня 2011 року:
|          | Загалом | Допрацездатний вік | Працездатний вік | Постпрацездатний вік |
| -------- | ------- | ------------------ | ---------------- | -------------------- |
| Чоловіки | 440     | 82                 | 306              | 52                   |
| Жінки    | 441     | 77                 | 254              | 110                  |
| Разом    | 881     | 159                | 560              | 162                  |